# 4-politop
| {3,3,3}                     | {3,3,4}                       | {4,3,3}                  |
| --------------------------- | ----------------------------- | ------------------------ |
| 5-celule Pentatop 4-simplex | 16-celule Ortoplex 4-ortoplex | 8-celule Tesseract 4-cub |
| {3,4,3}                     | {5,3,3}                       | {3,3,5}                  |
| 24-celule Octaplex          | 120-celule Dodecaplex         | 600-celule Tetraplex     |

În geometrie, un 4-politop este un politop cvadridimensional. Este o figură conexă și închisă, compusă din elemente geometrice din dimensiuni inferioare: vârfuri, laturi, fețe (poligoane) și celule (poliedre). Fiecare față aparține la exact două celule.
Analogul bidimensional al unui 4-politop este un poligon, iar analogul tridimensional este un poliedru.
Topologic, 4-politopurile sunt strâns legate de fagurii uniformi convecși, cum ar fi fagurele cubic, care teselează spațiul tridimensional; similar cubul din 3D este legat de pavarea pătrată infinită din 2D. 4-politopurile convexe pot fi „tăiate și desfășurate” ca desfășurata corpurilor tridimensionale.

## Definiție
Un 4-politop este o figură închisă din spațiul cu patru dimensiuni. Elementele sale sunt vârfurile (punctele din colțuri), laturile, fețele și celulele. O celulă este analogul tridimensional al unei fețe, prin urmare este un poliedru. Fiecare față trebuie să unească exact două celule, analog modului în care fiecare muchie a unui poliedru unește doar două fețe. Ca orice politop, elementele unui 4-politop nu pot fi împărțite în două sau mai multe seturi care sunt, de asemenea, 4-politopuri, adică nu este un compus.
Cel mai familiar 4-politop este tesseractul, analogul 4D al cubului.

## Vizualizare
| Secțiune  | Secțiune     | Desfășurată  |
| --------- | ------------ | ------------ |
|           |              |              |
| Proiecții |              |              |
| Schlegel  | 2D ortogonal | 3D ortogonal |
|           |              |              |

4-politopurile nu pot fi văzute în spațiul tridimensional datorită dimensiunii lor suplimentare. Sunt folosite mai multe tehnici pentru a le vizualiza.
Proiecții ortogonale
Proiecțiile ortogonale pot fi folosite pentru a arăta diferite orientări ale simetriilor unui 4-politop. Acestea pot fi proiectate în 2D ca grafuri ale vârfurilor și laturilor și pot fi reprezentate în 3D cu celulele vizibile ale anvelopei convexe.
Proiecții în perspectivă
Așa cum o formă 3D poate fi proiectată în 2D pe o foaie plană, tot așa o formă 4D poate fi proiectată în 3D sau chiar în 2D pe o foaie plană. O proiecție obișnuită este diagrama Schlegel, care folosește proiecția stereografică a punctelor de pe suprafața unei sfere în 3D, conectate prin laturi drepte, fețe și celule trasate în spațiul tridimensional.
Secționări
La fel cum o secțiune printr-un poliedru prezintă suprafața din dreptul secțiunii, tot așa o secțiune printr-un 4-politop este o hipersuprafață în trei dimensiuni. O secvență de astfel de secțiuni poate fi utilizată pentru a înțelege forma generală. Dimensiunea suplimentară poate fi echivalată cu timpul pentru a produce o animație lină a acestor secțiuni transversale.
Desfășurate
Desfășurata unui 4-politop este compusă din celulele poliedrice care sunt conectate prin fețele lor și toate ocupă același spațiu tridimensional, la fel cum fețele poligonale ale unei desfășurate 2D a unui poliedru sunt conectate prin muchiile lor și toate se află în același plan.

## Caracteristici topologice

Diagrama Schlegel a tesseractului

Topologia oricărui 4-politop dat este definită de numerele Betti și coeficienții de torsiune.
În dimensiuni superioare caracteristica Euler, utilizată pentru caracterizarea poliedrelor, este zero pentru toate 4-politopurile, indiferent de topologia lor de bază, ca urmare este puțin utilă. Această nefuncționalitate a caracteristicii lui Euler de a distinge între diferite topologii din dimensiuni superioare a dus la descoperirea numerelor Betti, mai sofisticate.
Similar, noțiunea de orientabilitate a unui poliedru este insuficientă pentru a caracteriza răsucirile suprafețelor 4-politopurilor toroidale, fapt care a condus la utilizarea coeficienților de torsiune.

## Clasificare

### Criterii
La fel ca toate politopurile, 4-politopurile pot fi clasificate pe baza proprietăților de convexitate și simetrie.
- Un 4-politop este convex dacă frontiera sa (inclusiv celulele, fețele și laturile sale) nu se intersectează, iar un segment de dreaptă care unește oricare două puncte ale 4-politopului este conținut în interiorul acestuia sau pe frontieră. În caz contrar, este neconvex. 4-politopurile care se autointersectează sunt cunoscute ca 4-politopuri stelate, prin analogie cu formele asemănătoare ale poligoanelor stelate și poliedrelor Kepler–Poinsot.

- Un 4-politop este regulat dacă este tranzitiv pe steagurile sale. Aceasta înseamnă că celulele sale sunt toate poliedre regulate congruente și, similar, figurile vârfului sunt congruente și de un alt tip de poliedru regulat.

- Un 4-politop regulat care este și convex se spune că este un 4-politop regulat convex.

- Un 4-politop convex este semiregulat dacă are un grup de simetrie sub care toate vârfurile sunt echivalente (este izogonal) și celulele sale sunt poliedre regulate. Celulele pot fi de două sau mai multe feluri, cu condiția să aibă același tip de față. Există doar 3 cazuri identificate de Thorold Gosset în 1900: 5-celule rectificat, 600 celule rectificat și 24-celule snub.

- Un 4-politop este uniform dacă are un grup de simetrie sub care toate vârfurile sunt echivalente, iar celulele sale sunt poliedre uniforme. Fețele unui 4-politop uniform trebuie să fie poligoane regulate.

- Un 4-politop este scaliform dacă este tranzitiv pe vârfuri și are toate laturile de lungime egală. Aceasta permite celule care nu sunt uniforme, cum ar fi poliedrele Johnson cu fețe regulate.

- Un 4-politop este prismatic dacă este produsul cartezian a două sau mai multor politopuri din dimensiuni inferioare. Un 4-politop prismatic este uniform dacă componentele sale sunt uniforme. Tesseractul este prismatic, fiind produsul a două pătrate, sau al unui cub și al unui segment, dar este considerat separat, deoarece are alte simetrii decât cele moștenite de la componentele sale.

- O teselare sau un fagure din spațiul tridimensional este o divizare tridimensională a spațiului euclidian într-o grilă repetitivă de celule poliedrice. Teselările sunt infinite, nu sunt mărginite de frontiera unui volum cvadridimensional și sunt exemple de 4-politopuri infinite. O pavare uniformă tridimensională este una ale cărei vârfuri sunt congruente, legate de un grup spațial și ale cărei celule sunt poliedre uniforme.

### Clase
În lista următoare sunt enumerate diferite categorii de 4-politopuri clasificate în conformitate cu criteriile de mai sus:

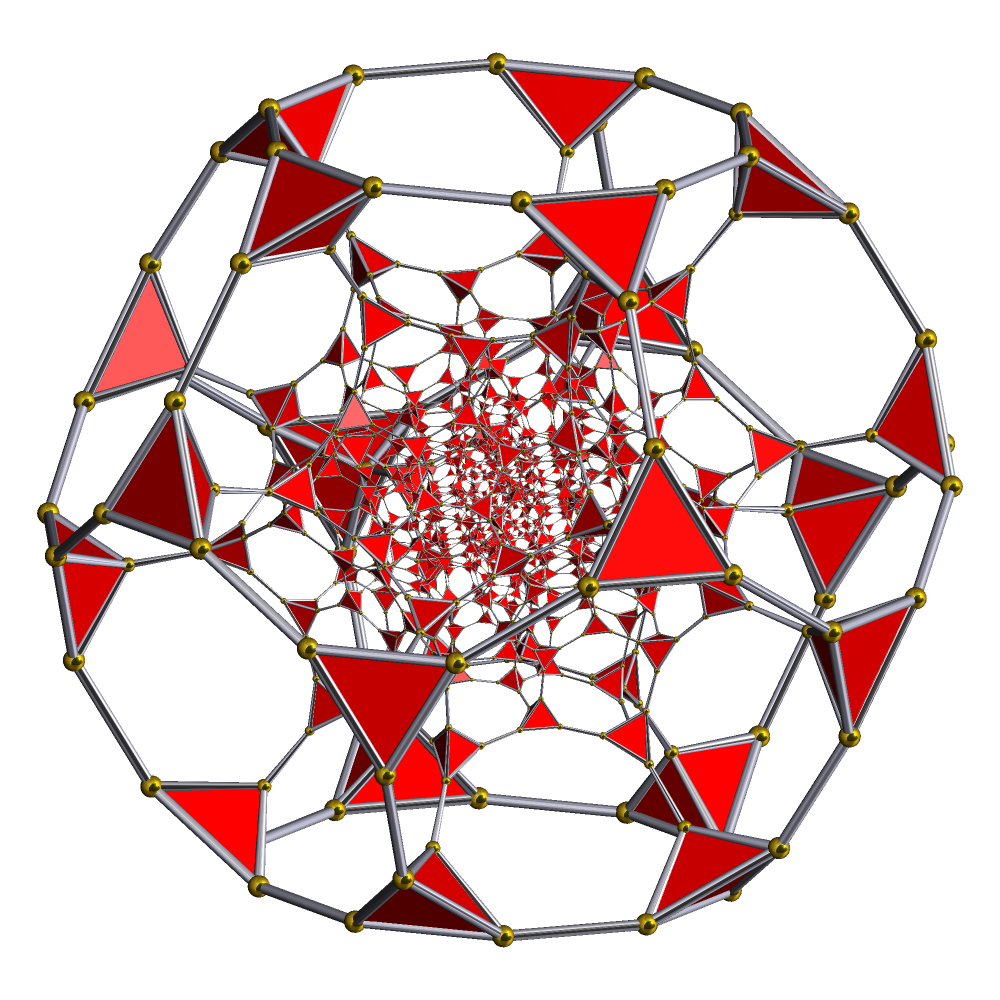
120-celule trunchiat este unul din cele 47 de 4-politopuri uniforme convexe neprismatice

4-politopuri uniforme (tranzitive pe vârfuri):
- 4-politopuri uniforme convexe (64, plus două familii infinite)
  - 47 de 4-politopuri uniforme convexe neprismatice, inclusiv:
    - 6 4-politopuri regulate convexe

  - 4-politopuri uniforme prismatice:
    - {} × {p,q}: 18 hiperprisme poliedrice (inclusiv hiperprisma cubică, hipercubul regulat)
    - Prisme construite pe antiprisme (familie infinită)
    - {p} × {q}: Duoprisme (familie infinită)
- 4-politopuri uniforme neconvexe (10 + necunoscute)Marele larg 120-celule stelat este cel mai mare din cele 10 4-politopuri regulate, având 600 de vârfuri

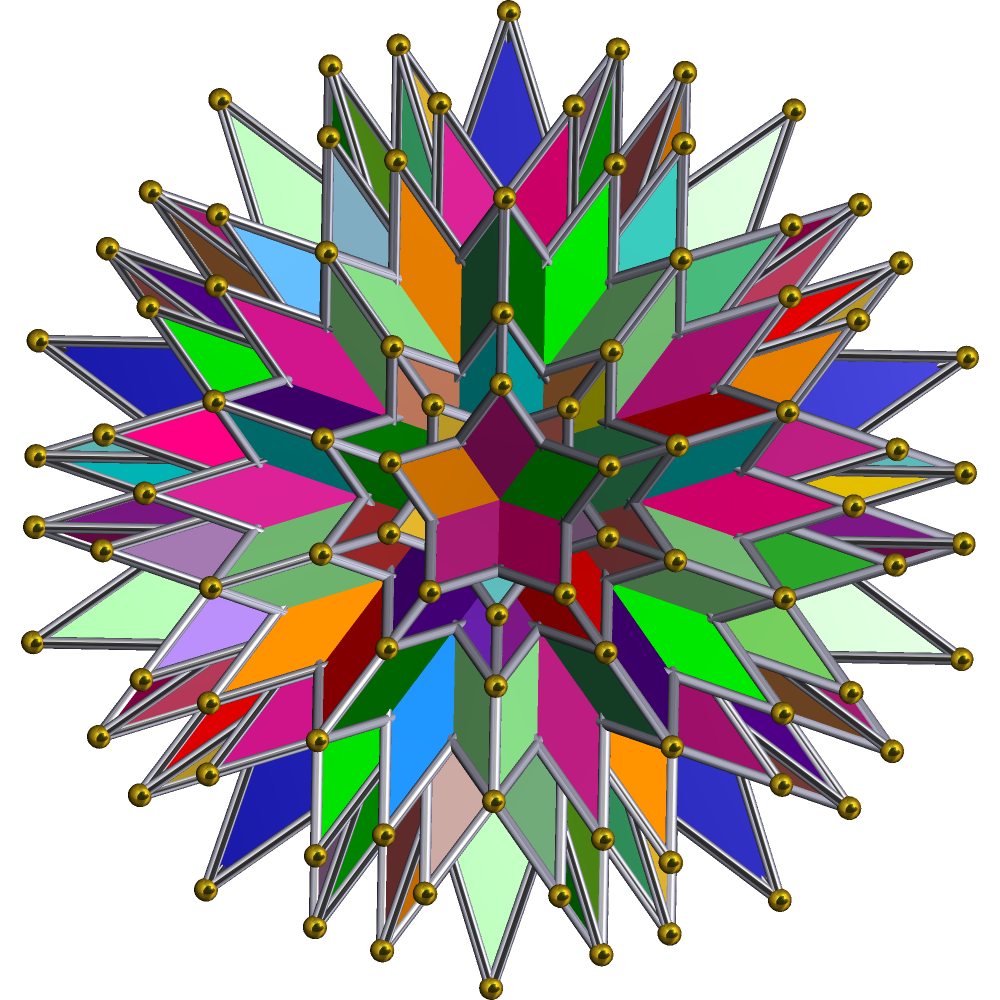
Marele larg 120-celule stelat este cel mai mare din cele 10 4-politopuri regulate, având 600 de vârfuri

  - 10 politopuri Schläfli-Hess (regulate)
  - 57 de hiperprisme construite din poliedre uniforme neconvexe
  - Un număr necunoscut de 4-politopuri uniforme neconvexe: Norman Johnson și alți colaboratori au identificat 1849 de cazuri cunoscute (convexe și stelate), toate construite pe baza figurii vârfului de aplicația Stella4D.[4]

Alte 4-politopuri convexe:
- Piramidă poliedrică
- Prismă poliedrică

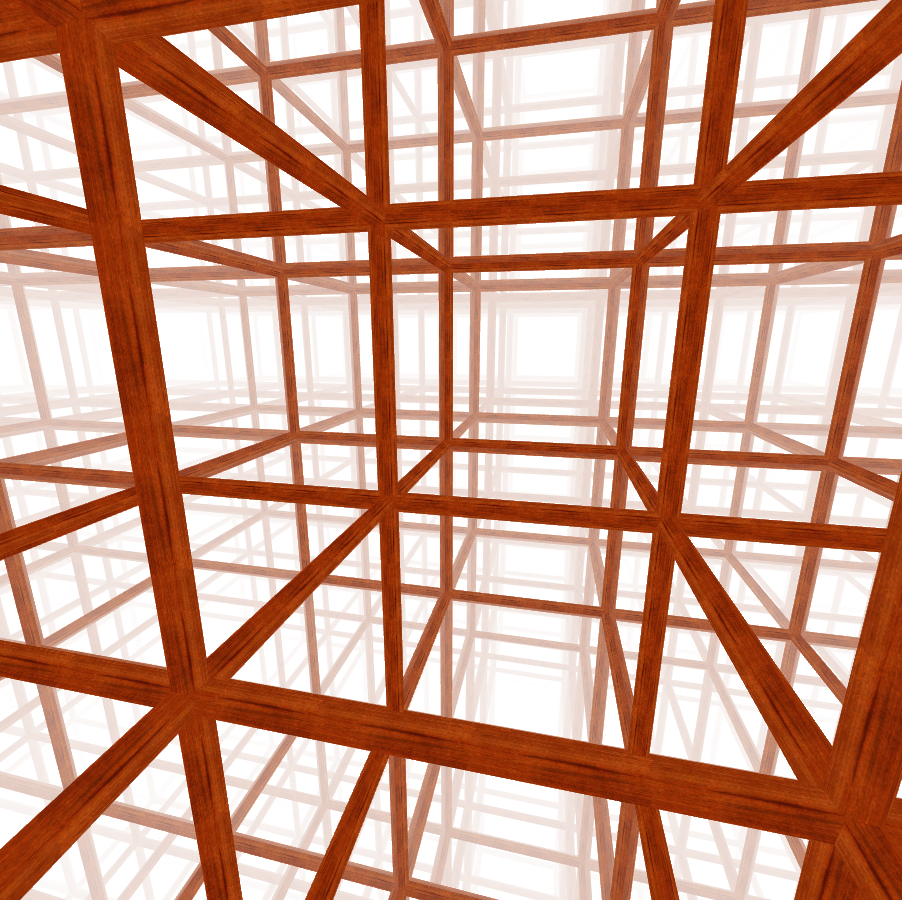
Fagurele cubic regulat este singurul 4-politop regulat infinit din spațiul tridimensional euclidian

4-politopuri uniforme infinite din spațiul euclidian tridimensional (teselări uniforme cu celule uniforme convexe)
- 28 faguri uniformi convecși: teselări poliedrice uniforme convexe, inclusiv:
  - 1 teselare regulată, fagurele cubic: {4,3,4}

4-politopuri uniforme infinite din 3-spațiul hiperbolic (teselări uniforme cu celule uniforme convexe)
- 76 faguri uniformi convecși în spațiul hiperbolic (Wythoffieni), inclusiv:
  - 4 teselări regulate din 3-spațiul hiperbolic compact: {3,5,3}, {4,3,5}, {5,3,4}, {5,3,5}

4-politopuri uniforme duale (tranzitive pe celule, izotopice):
- 41 de 4-politopuri uniforme convexe duale unice
- 17 prisme poliedrice uniforme convexe duale unice
- o familie infinită de duoprisme uniforme convexe duale (celule tetraedrice neregulate)
- 27 de faguri uniformi convecși duali unici, inclusiv:
  - Fagure dodecaedric rombic
  - Fagure bisfenoid tetragonal⁠(d)

Altele:
- Fagure periodic cu celule neregulate, cu structură Weaire–Phelan

4-politopuri abstracte regulate:
- 11-celule
- 57-celule

11-celule este un 4- regulat, existent în planul proiectiv real, poate fi văzut prin prezentarea celor 11 vârfuri hemiicosaedrice și celule indexate și colorate

Aceste categorii includ doar 4-politopurile care prezintă un grad ridicat de simetrie. Sunt posibile multe alte 4-politopuri, dar nu au fost studiate la fel de mult ca cele incluse în aceste categorii.